# Isochromodes bermeja
Isochromodes bermeja är en fjärilsart som beskrevs av Paul Dognin 1896. Isochromodes bermeja ingår i släktet Isochromodes och familjen mätare. Inga underarter finns listade i Catalogue of Life.